# نجف أباد (جلغة)
نجف أباد (بالفارسية: نجف‌آباد) هي قرية تقع في إيران في قسم جلغة الريفي. يقدر عدد سكانها بـ 142 نسمة .